# Maroubra yasudai
Maroubra yasudai är en fiskart som beskrevs av Dawson 1983. Maroubra yasudai ingår i släktet Maroubra och familjen kantnålsfiskar. Inga underarter finns listade i Catalogue of Life.